# Андерс Генрікссон
Андерс Генрікссон (швед. Anders Henricsson; нар. 29 квітня 1965) — колишній шведський тенісист.
Найвищу одиночну позицію світового рейтингу — 405 місце досяг 9 липня 1984, парну — 289 місце — 12 жовтня 1987 року.
Здобув 1 парний титул.

## Титули на челленджерах

### Парний розряд: (1)
| Ранг | Дата     | Турнір          | Покриття | Партнер        | Суперники                    | Рахунок  |
| ---- | -------- | --------------- | -------- | -------------- | ---------------------------- | -------- |
| 1.   | Сер 1987 | Knokke, Бельгія | Ґрунт    | Пер Генрікссон | Невіо Девіде Жівалдо Барбоза | 6–1, 6–3 |